# Garcinia propinqua
Garcinia propinqua är en tvåhjärtbladig växtart som beskrevs av William Grant Craib. Garcinia propinqua ingår i släktet Garcinia och familjen Clusiaceae. Inga underarter finns listade i Catalogue of Life.